# Piedra de Santañí
La  piedra de Santañí (en catalán: pedra de Santanyí) es una roca sedimentaria calcarenita oolita tortoniense muy pura, sin apenas matriz, de color ocre claro y grano fino. Su origen se estima en la primera mitad de una secuencia marina del Mioceno superior. Sus características más notables son la dureza, que permite tallarla bien, una absorción muy baja y una alta resistencia a la compresión. La piedra de Santañí ha sido muy valorada para construir fachadas de edificios, construir bóvedas y columnas, trabajar molduras y trabajos escultóricos, y está presente en destacadas construcciones mallorquinas. 

## Canteras
Durante siglos, las canteras del municipio español de Santañí, en Mallorca, han provisto de material a las obras de la isla. Son yacimientos de gres, roca sedimentaria detrítica de grano finísimo, de color blanquecino, compacto, fácil de trabajar, impermeable y resistente a la erosión del tiempo. Las canteras más antiguas, más extensas y de mejor calidad, según el técnico en construcción Miquel Fullana Llompart, son las denominadas Ses Pedreres Grans situadas a las afueras de la ciudad, en el lugar llamado Es Deume, que ocupan una extensión de más de una cuarterada (7103 m2) y presentan una profundidad de 5 o 6 metros. Otras buenas canteras de la piedra de Santañí son las de Alquería Blanca. También hay canteras en el término municipal de Felanich, las antiguas de Cala sa Nau y las de sa Marina en s'Horta.

## Técnica extractiva y herramientas
Los trabajadores dedicados a sacar la piedra son llamados trencadors. Al tener que iniciar una cantera primero se hace la escoba, operación de limpieza de la tierra y el pedregal superficial. Después se cava una capa de un metro y medio o dos de fiters (trozos de roca de forma redondeada mezclados con tierra y terrones duros). Encontrada la costra, esta es una capa de roca común formada por grandes losas con randat, piedra ramada, llena de ojos o cavidades. A veces se encuentra un favat (de "haba"), que es concreción de piedra muy dura. Esta capa de piedra suele emplearse para paredar, para hacer o subir paredes. El segundo grosor ya es de piedra fina, que suele encontrarse a unos dos metros de profundidad.
Las herramientas que utiliza el trencador son la escoda, para hacer las regatas en la roca; las gangalles o gangaies, piezas de hierro entre las que se colocan las cuñas de hierro dentro de las regatas y la mandarria, un gran martillo de hierro para golpear los cuñas. Los bloques se manejan con palancas, haciéndoles dar vueltas y subiéndolos a través de rampas.

## Historia
La piedra de Santañí ya era bien conocida en la Antigüedad (se han encontrado urnas funerarias y lápidas romanas). Su uso es importante en buena parte de las construcciones más emblemáticas de la isla (Lonja de Palma de Mallorca, Castillo de Bellver, catedral de Palma, etc.). Cabe destacar el portal del Mirador de la catedral. A veces se ha utilizado en edificaciones de otros lugares: una de las más destacadas de todas las construidas con este material es el Castel Nuovo de Nápoles, con obra de Guillem Sagrera. El rey Martín I de Aragón, el 14 de abril de 1406, ordenó que se le enviaran mil medios de piedra de Santañí para la construcción en el palacio de Barcelona. El Palacio de la Virreina de Barcelona tiene la fachada y otros detalles del patio interior construidos con piedra de Santañí, por indicación expresa de Manuel de Amat y Junyent.

## Características
| Tipo             | Pedrera | Densidad (kg/m³) | Coef. absorción | Resist. compresión (kg/cm²) | Resist. flexión (kg/cm²) | Color           |
| ---------------- | ------- | ---------------- | --------------- | --------------------------- | ------------------------ | --------------- |
| Marés de Santañí | Santañí | 1,794            | 3,48%           | 131                         | 55                       | Blanco grisáceo |